# Proie facile
Proie facile (titre original : Easy Meat) est un roman de John Harvey publié en 1996 en Angleterre et en 2001 en France dans la collection Rivages/Noir avec le numéro 409. 
Après Cœurs solitaires, Les Étrangers dans la maison, Scalpel, Off Minor, Les Années perdues, Lumière froide et Preuve vivante, c'est le huitième où l'on retrouve le personnage de Charles Resnick, inspecteur principal de police d’origine polonaise au commissariat de Nottingham.

## Résumé
Nicky Snape, jeune délinquant de quinze ans, en attente d’être jugé pour cambriolage, est retrouvé pendu dans les douches de son foyer. L’enquête est confié à Bill Aston, policier proche de la retraite. Cette enquête provoquera un autre meurtre. Quant à Charles Resnick, il est chargé d’une enquête sur plusieurs viols sur des hommes. Dans son enquête, il croise Hannah Campbell, professeur de Nicky Snappe. 

## Autour du livre
La quatrième page de couverture de l'édition française indique que « Proie facile est le roman préféré de John Harvey ».